# ووملژم
شهر ووملژم (به فرانسوی: Wommelgem) در شهرستان آنتوئر در استان آنتوئر در منطقه فلاندری در کشور بلژیک واقع شده‌است.